# Олдгейт-Ист (станция метро)
Олдгейт-Ист (англ. Aldgate East) — станция Лондонского метрополитена в районе Олдгейт округа Тауэр Хамлетс в восточном Лондоне. Станция обслуживается поездами линий Хаммерсмит-энд-Сити и Дистрикт и относится к первой тарифной зоне.

## История
История станции начинается 6 октября 1884 года, когда станция была открыта в составе линии Метрополитэн Дистрикт Рэйлвэй. Историческая станция располагалась немного западнее нынешней, неподалёку от станции Олдгейт, входившей в состав линии Метрополитэн Рэйлвэй. Однако, после строительства соединительной ветки между Метрополитэн Рэйлвэй и станцией Ливерпуль-стрит, отрезок пути с входившей в него станцией Олдгейт-Ист было решено спрямить, что и привело к переносу станции на её нынешнее место.

## Дальнейшая история станции
Согласно программе развития городского транспорта Лондона в 1935—1940 годов, количество поездов, проходящих через станцию Олдгейт должно было резко возрасти. Соединительные ветки в районе Олдгейт, образовывавшие своеобразный «треугольник» были подвергнуты реконструкции с целью снижения времени простоя поездов, проходящих через какую либо из «сторон треугольника». Во время реконструкции путевого развития платформы станции Олдгейт-Ист была ещё раз перенесена на новое место — восточнее двух предыдущих.
Новый восточный выход со станции оказался таким образом вплотную к следующей станции данной линии Сент-Мэри (Уайтчепел-роуд). Тогда было принято решение закрыть данную станцию, снизив таким образом время простоя поезда и время в пути для пассажиров, в то время как новая станция Олдгейт-Ист успешно заменила две предыдущие.
Эта новая станция, открытая 31 октября 1938 года, была построена полностью подземной, одновременно обеспечив проходящую по поверхности дорогу подземным переходом. Для создания станции мелкого заложения пришлось понизить уровень путей на 7 футов. При этом, чтобы не останавливать движение поездов по линии было принято решение раскапывать щебёнку, не снимая рельс, а вместо выкопанного в конкретном месте гравия под шпалы устанавливались деревянные подпорки. После окончания работ по съёму гравия и завершению строительных работ на самой станции, несколько бригад рабочих общей численностью около ста человек за одну ночь опустили рельсы на требуемую глубину, используя для поддержки тросы, подвешенные на крюках. Данные крюки можно увидеть и сегодня.
Поезда линий Хаммерсмит-энд-Сити и Дистрикт, прибывая на станцию Олдгейт-Ист по двум сторонам того самого «треугольника» (со станций Ливерпуль-стрит и Тауэр-Хилл соответственно), проезжают через место, где располагалась историческая станция, остатки которой сегодня трудно обнаружить среди путевого развития, однако увеличение ширины и высоты туннеля очень хорошо заметно.
Перронный зал станции имеет довольно высокие потолки. В сочетании с типовой плиточной облицовкой 1930-х годов станция производит приятное впечатление и создаёт ощущение просторности, что нетипично для станций, построенных в первые годы метростроения в британской столице.

## Будущее станции
Канцлер районной управы возглавил кампанию за переименование станции в Брик-лейн к олимпийскому 2012 году. Однако, официальной поддержки данная кампания не получила. Мистер Улла также ведёт кампанию за переименование железнодорожной станции Шордич Хай-стрит в «Банглатаун».

## Изображения

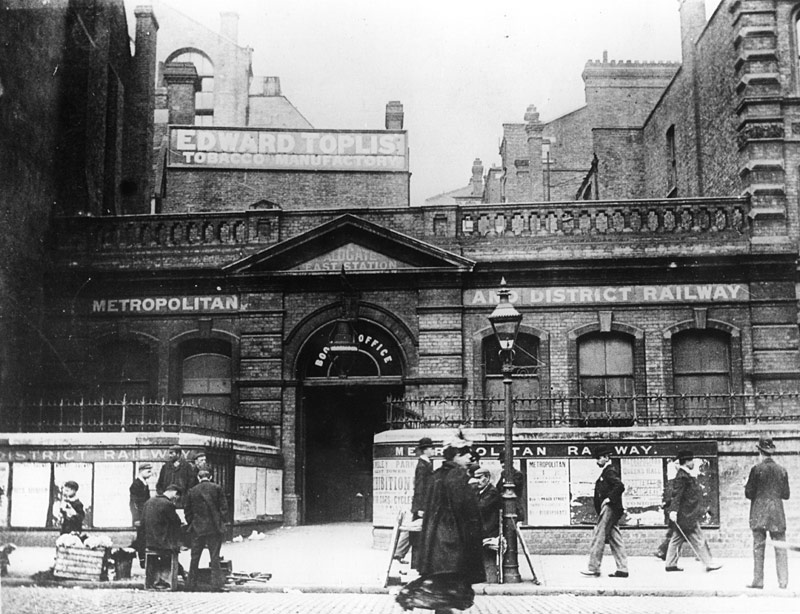
Станция Олдгейт-Ист в 1895 году